# Greatest Hits (엘튼 존의 음반)
| 전문가 평가              | 전문가 평가 |
| 평가 점수                | 평가 점수   |
| 출처                     | 점수        |
| ------------------------ | ----------- |
| AllMusic                 | [ 1 ]       |
| Christgau's Record Guide | B+          |

《Greatest Hits》는 영국의 싱어송라이터 엘튼 존의 첫 번째 컴필레이션 음반이다. 1974년 11월에 발매된 이 곡은 1970년부터 1974년까지 10곡의 존의 싱글을 편집했으며, 북미와 유럽, 호주에서 발매된 곡들을 위해 한 곡 변형했다. 이 음반은 미국과 영국에서 음반 차트 1위를 차지했고, 전자에서는 10주, 후자에서는 11주 연속 1위를 유지했다. 캐나다에서는 1974년 12월 14일부터 1975년 3월 22일까지 13주 동안 1위를 차지했으며, 1974년 12월 28일에는 짐 크로치의 《Photographs & Memories》에 2위를 차지했다.
이 음반은 1975년 미국에서 가장 많이 팔린 음반이었고, 현재까지 두 번째로 많이 팔린 음반으로, 2016년 4월 기준으로 1,000만 장 이상의 미국 판매에 대해 미국 음반 산업 협회 다이아몬드 인증을 받은 첫 번째 음반이다. 이 음반은 미국에서 가장 많이 팔린 음반으로 남아있으며 전 세계적으로 2,400만 장이 팔리며 역대 가장 많이 팔린 음반 중 하나이다.

## 배경
싱글 〈Bennie and the Jets〉는 미국과 캐나다에서 차트 1위를 차지했지만 당시 영국에서는 싱글로 발매되지 않았던 것으로 미국과 캐나다 버전의 음반에 등장했다. 이 음반은 영국과 호주 판의 〈Candle in the Wind〉로 대체되었으며, 두 나라 모두에서 히트를 쳤지만 미국과 캐나다에서는 싱글로 발매되지 않았다. 1992년 재발행은 두 곡 모두 포함된 11개의 트랙을 포함하고 있다.
영국, 호주, 미국, 캐나다에서 두 번째 음반 《Elton John》의 데뷔 싱글인 〈Border Song〉은 1970년 싱글로 미국 빌보드 핫 100에서 92위, 캐나다 《RPM》 전국 싱글 차트에서 34위에 올랐다. 다른 모든 곡들은 영국과 미국에서 톱 40에 들었고, 대부분은 톱 10에 들었고, 미국에서는 〈Bennie and the Jets〉와 〈Crocodile Rock〉이 차트 1위를 차지했다. 존은 키키 디와의 듀엣곡 〈Don't Go Breaking My Heart〉를 통해 1976년까지 영국 싱글 차트 정상에 오르기를 기다렸다.
총 10곡만 수록된 이 기간의 다른 히트 싱글들은 이 컬렉션에 포함되지 않다. 《Madman Across the Water》 음반의 〈Tiny Dancer〉와 〈Levon〉은 미국에서 싱글로 각각 41위와 24위에 올랐고, 그의 가장 최근 싱글인 〈The Bitch Is Back〉은 미국에서 4위로 정점을 찍고 캐나다에서 차트 1위를 차지했다. 비록 이 모든 음반들이 〈Border Song〉보다 더 높은 차트를 기록했지만, 그것은 엘튼 존의 첫 번째 싱글이었기 때문에 또는 피프스 디멘션이나 아레사 프랭클린과 같은 유명한 가수들의 커버 버전 때문에 포함되었을 수 있다, 이 곡은 1970년 12월 빌보드 핫 100에서 37위, 캐시박스 톱 100에서 23위에 올랐다. 북미 음반의 10곡 중 2곡(〈Crocodile Rock〉과 〈Bennie and the Jets〉)은 미국에서 1위를 차지했고, 캐나다에서는 5곡(〈Daniel〉, 〈Goodbye Yellow Brick Road〉, 〈Don't Let the Sun Go Down on Me〉)이 차트 1위를 차지했다.
2003년, 《Greatest Hits》는 《롤링 스톤》의 역사상 가장 위대한 음반 500장 목록에서 135위에 올랐으며, 2012년 개정된 목록에서 136위에 다시 올랐다.

## 곡 목록
| #  | 제목                                      | 음반                                                  | 재생 시간 |
| -- | ----------------------------------------- | ----------------------------------------------------- | --------- |
| 1. | 〈Your Song〉                             | 《Elton John》 (1970년)                               | 4:00      |
| 2. | 〈Daniel〉                                | 《Don't Shoot Me I'm Only the Piano Player》 (1973년) | 3:53      |
| 3. | 〈Honky Cat〉                             | 《Honky Château》 (1972년)                            | 5:12      |
| 4. | 〈Goodbye Yellow Brick Road〉             | 《Goodbye Yellow Brick Road》 (1973년)                | 3:14      |
| 5. | 〈Saturday Night's Alright for Fighting〉 | 《Goodbye Yellow Brick Road》                         | 4:55      |

| #  | 제목                                                        | 음반                                         | 재생 시간 |
| -- | ----------------------------------------------------------- | -------------------------------------------- | --------- |
| 1. | 〈Rocket Man (I Think It's Going to Be a Long, Long Time)〉 | 《Honky Château》                            | 4:40      |
| 2. | 〈Bennie and the Jets〉                                     | 《Goodbye Yellow Brick Road》                | 5:10      |
| 3. | 〈Don't Let the Sun Go Down on Me〉                         | 《Caribou》 (1974년)                         | 5:33      |
| 4. | 〈Border Song〉                                             | 《Elton John》                               | 3:19      |
| 5. | 〈Crocodile Rock〉                                          | 《Don't Shoot Me I'm Only the Piano Player》 | 3:56      |

## 인증
| 국가                                                                                         | 인증         | 판매량/출하량 |
| -------------------------------------------------------------------------------------------- | ------------ | ------------- |
| 오스트레일리아 (ARIA)                                                                        | 5× 플래티넘  | 250,000^      |
| 캐나다 (뮤직 캐나다)                                                                         | 다이아몬드   | 1,000,000^    |
| 프랑스 (SNEP)                                                                                | 골드         | 100,000*      |
| 일본 (RIAJ) 1996 reissue                                                                     | 골드         | 100,000^      |
| 일본 (RIAJ) 2000 reissue                                                                     | 플래티넘     | 200,000^      |
| 영국 (BPI)                                                                                   | 플래티넘     | 400,000       |
| 미국 (RIAA)                                                                                  | 17× 플래티넘 | 17,000,000    |
| *판매량을 기반으로 한 인증 · ^출하량을 기반으로 한 인증 · 판매량+스트리밍을 기반으로 한 인증 |              |               |

## 같이 보기
- 가장 많이 팔린 음반 목록
- 미국에서 가장 많이 팔린 음반 목록